# 普热梅斯瓦夫·克拉耶夫斯基
普热梅斯瓦夫·克拉耶夫斯基（波蘭語：Przemysław Krajewski，1987年1月20日—），波兰男子手球运动员。他曾代表波兰国家队参加2016年夏季奥林匹克运动会手球比赛，获得第四名。